# Fernando Cabrita
Fernando Cabrita, OIH, (Lagos, 1 de mayo de 1923 - ibídem, 22 de septiembre de 2014) fue un entrenador y jugador de fútbol que jugaba en la demarcación de delantero. En 1985 fue nombrado oficial de la Orden del Infante Don Enrique como uno de los mejores futbolistas portugueses.

## Biografía
Debutó como futbolista en 1942, con 19 años, con el SC Olhanense. Fue el club donde mejor números obtuvo, con 74 goles en 169 partidos. Después de nueve años en el club, jugó también para el Angers SCO en Francia, y por último, tras su vuelta a Portugal, con el SC Covilhã, donde se retiró en 1959. Poco después de su retirarse, el Portimonense SC se hizo con sus servicios para el puesto de entrenador. En 1967 entrenó al SL Benfica, donde llegó a ganar la Primeira Liga en la temporada 1967/1968, con 41 puntos. Además ganó la Taça de Honra en dos ocasiones. También pasó por el cargo por el União de Tomar, Sport Clube Beira-Mar, Rio Ave FC, Académico de Viseu FC, FC Penafiel, CF Estrela da Amadora y por el Raja Casablanca marroquí, con el que ganó la Liga de Fútbol de Marruecos. Finalmente se retiró como entrenador en el CF Esperança de Lagos en 1992. Además entrenó a la selección de fútbol de Portugal durante nueve partidos tras la dimisión del seleccionador Otto Glória. Con el combinado portugués llegó hasta las semifinales de la Eurocopa de 1984, donde perdió contra Francia por 3-2.
Falleció el 22 de septiembre de 2014 a los 91 años de edad.

## Selección nacional
|    | Fecha                   | Lugar                      | Adversario        | Resultado |         | Competición                                          |
| -- | ----------------------- | -------------------------- | ----------------- | --------- | ------- | ---------------------------------------------------- |
| 1. | 11 de marzo de 1945     | Lisboa, Portugal           | España            | 2 – 2     | 90'     | Amistoso                                             |
| 2. | 2 de abril de 1950      | Madrid, España             | España            | 5 – 1     | 36' 90' | Clasificación para la Copa Mundial de Fútbol de 1950 |
| 3. | 9 de abril de 1950      | Lisboa, Portugal           | España            | 2 – 2     | 90'     | Clasificación para la Copa Mundial de Fútbol de 1950 |
| 4. | 22 de noviembre de 1953 | Lisboa, Portugal           | Sudáfrica         | 3 – 1     | 90'     | Amistoso                                             |
| 5. | 29 de noviembre de 1953 | Lisboa, Portugal           | Austria           | 0 – 0     | 40'     | Clasificación para la Copa Mundial de Fútbol de 1954 |
| 6. | 1 de mayo de 1957       | Belfast, Irlanda del Norte | Irlanda del Norte | 3 – 0     | 90'     | Clasificación para la Copa Mundial de Fútbol de 1958 |
| 7. | 16 de junio de 1957     | São Paulo, Brasil          | Brasil            | 3 – 0     | 45'     | Amistoso                                             |

## Clubes

### Como futbolista
| Club         | País     | Año         | Partidos | Goles |
| ------------ | -------- | ----------- | -------- | ----- |
| SC Olhanense | Portugal | 1942 - 1951 | 169      | 74    |
| Angers SCO   | Francia  | 1951 - 1953 | 56       | 5     |
| SC Covilhã   | Portugal | 1953 - 1957 | 124      | 6     |

### Como entrenador
| Club                            | País      | Año         |
| ------------------------------- | --------- | ----------- |
| Portimonense SC                 | Portugal  | 1959 - 1960 |
| SL Benfica                      | Portugal  | 1967 - 1968 |
| União de Tomar                  | Portugal  | 1970 - 1972 |
| SL Benfica                      | Portugal  | 1973 - 1974 |
| Sport Clube Beira-Mar           | Portugal  | 1977 - 1979 |
| Rio Ave FC                      | Portugal  | 1980        |
| Rio Ave FC                      | Portugal  | 1981        |
| Académico de Viseu FC           | Portugal  | 1981 - 1982 |
| Selección de fútbol de Portugal | Portugal  | 1983 - 1984 |
| FC Penafiel                     | Portugal  | 1984 - 1986 |
| CF Estrela da Amadora           | Portugal  | 1986 - 1987 |
| Raja Casablanca                 | Marruecos | 1987 - 1988 |
| SC Olhanense                    | Portugal  | 1988 - 1989 |
| Raja Casablanca                 | Marruecos | 1990 - 1991 |
| CF Esperança de Lagos           | Portugal  | 1992        |

## Palmarés

### Campeonatos nacionales
| Título                      | Club            | País      | Año  |
| --------------------------- | --------------- | --------- | ---- |
| Primeira Liga               | SL Benfica      | Portugal  | 1968 |
| Taça de Honra               | SL Benfica      | Portugal  | 1968 |
| Taça de Honra               | SL Benfica      | Portugal  | 1974 |
| Liga de Fútbol de Marruecos | Raja Casablanca | Marruecos | 1988 |